# Chuẩn tinh đôi

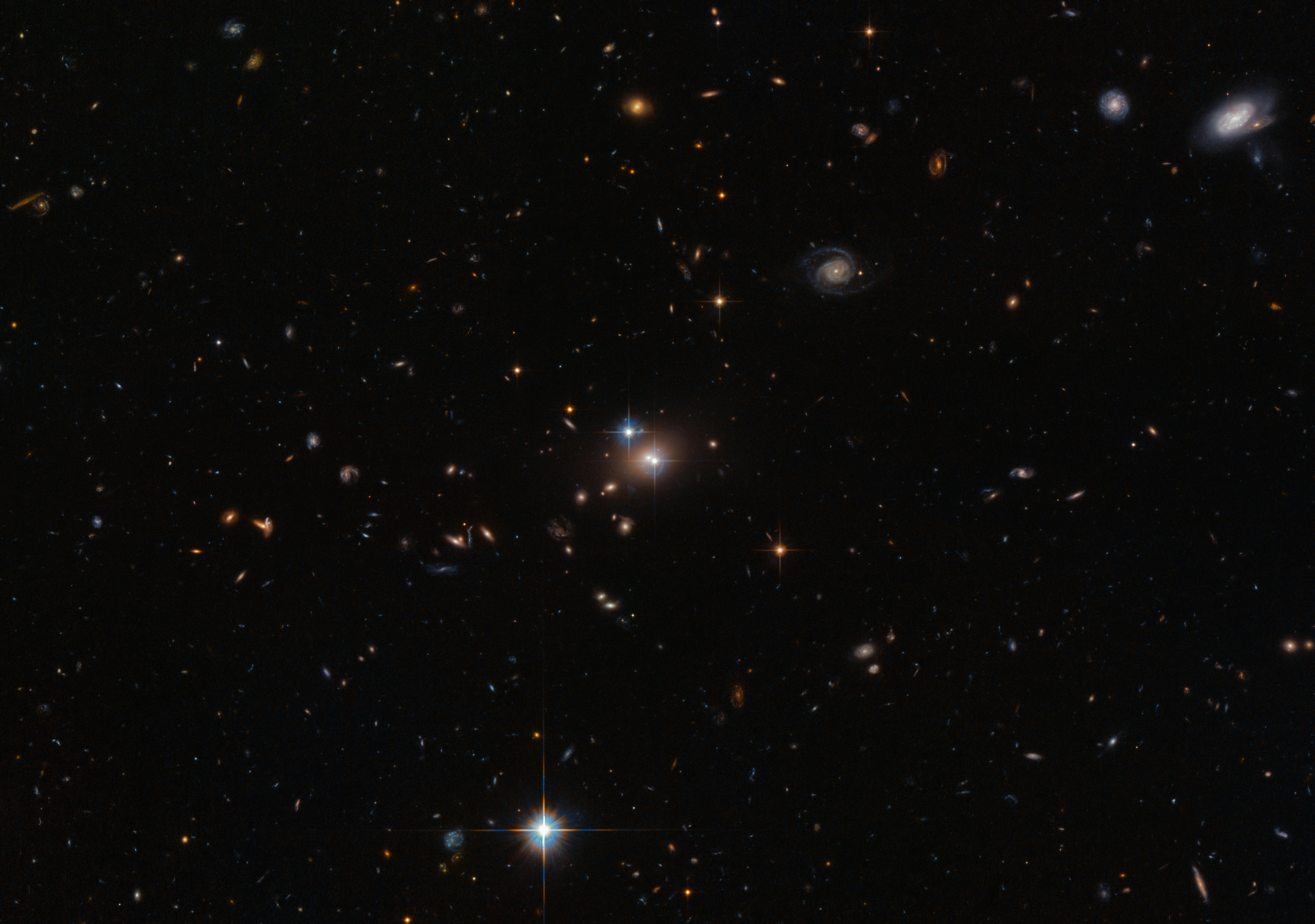
Chuẩn tinh QSO B0957+0561 ngay chính giữa bức ảnh

Chuẩn tinh đôi hay Twin QSO, Double Quasar, SBS 0957+561, TXS 0957+561, Q0957+561 hoặc QSO 0957+561 A/B là tên của một chuẩn tinh được phát hiện vào năm 1979 và được xác định lần đầu tiên bằng hiện tượng thấu kính hấp dẫn. Nó xuất hiện với hai hình ảnh, đó là kết quả của hiện tượng thấu kính hấp dẫn gây ra bởi thiên hà YGKOW G1. Thiên hà này nằm giữa điểm nhìn từ chuẩn tinh này và trái đất.

## Chuẩn tinh
' ('SBS 0957+561 A) và QSO 0957+561 B (SBS 0957+561 B) là 2 thành phần tạo nên bức ảnh chuẩn tinh đôi, điều này có nghĩa là có một sự tập trung khối lượng giữa trái đất và chuẩn tinh này khiến cho ánh sáng bị bẻ cong và để lại 2 hình ảnh của chuẩn tinh trên bầu trời. Đó là hệ quả của việc bẻ cong không-thời gian. Chuẩn tinh thì có giá trị dịch chuyển đỏ (redshift) z = 1,41 (khoảng cách là 8,7 tỉ năm ánh sáng), trong khi thiên hà YGKOW G1 lại có giá trị dịch chuyển đỏ là z = 0.355 (khoảng cách là 3,7 tỉ năm ánh sáng). Kích thước biểu kiến của thiên hà này là 0,42x0,22 phút cung còn chuẩn tinh thì nằm ở vị trí 10 phút cung tại phía bắc của NGC 3079 trong chòm sao Đại Hùng. Sở dữ liệu NASA/IPAC Extragalactic và SIMBAD đã liệt kê nhiều tên khác cho thiên thể này.
Bức ảnh của chuẩn tinh đôi này thì cách ra 6 giây cung, và nó có cấp sao biểu kiến là 17. QSO 0957+561 A thì có cấp sao biểu kiến là 16,7, còn QSO 0957+561 B thì có cấp sao biểu kiến là 16,5. Sự chênh lệch hình ảnh của 2 thành phần này là cách nhau 417 ± 3 ngày. Nguyên nhân là do khoảng cách của nó.

## Dữ liệu hiện tại
Theo như quan sát, đây là chuẩn tinh nằm trong chòm sao Đại Hùng và dưới đây là một số dữ liệu khác:
Xích kinh 10h 01m 20.99s
Độ nghiêng +55° 53′ 56.5″
Dịch chuyển đỏ (Redshift) 1.413
Khoảng cách 8,700,000,000 tỉ năm ánh sáng (2,4 tỉ parsec)
Cấp sao biểu kiến 16,7
Bên cạnh đó, thiên hà YGKOW G1 là một thiên hà elip khổng lồ nằm trong một cụm thiên hà cũng tạo ra ảnh hưởng lên hiện tượng thấu kính trọng lực ở thiên hà này.